# Mohernando (kommunhuvudort)
Mohernando är en kommunhuvudort i Spanien.   Den ligger i provinsen Provincia de Guadalajara och regionen Kastilien-La Mancha, i den centrala delen av landet, 60 km nordost om huvudstaden Madrid. Mohernando ligger 770 meter över havet och antalet invånare är 155.
Terrängen runt Mohernando är platt åt sydväst, men åt nordost är den kuperad. Runt Mohernando är det ganska tätbefolkat, med 72 invånare per kvadratkilometer. Närmaste större samhälle är Guadalajara, 19,2 km söder om Mohernando. Trakten runt Mohernando består till största delen av jordbruksmark.